# Новгородов, Афанасий Иннокентьевич
Афанасий Иннокентьевич Новгородов (1902—1983) — советский партийный работник и учёный, доктор исторических наук, профессор.
Автор около 80 опубликованных научных и научно-популярных работ по истории революционного движения, установления Советской власти и Гражданской войны в Якутии.

## Биография
Родился в 1902 году в Верхоянске, в семье Иннокентия Афанасьевича Новгородова и его жены Анны Слепцовой, где росло семеро детей.
В 1917 году окончил начальное училище и уехал в Иркутск для продолжения учёбы в учительской семинарии. В начале 1920 года добровольно вступил в ряды Красной армии. Участвовал в Гражданской войне в России на Дальневосточном фронте в боях под Волочаевском и Спасском. По окончании войны, в 1923 году, был направлен в Коммунистический университет трудящихся Востока (был закрыт в 1938 году), который окончил в 1926 году.
Вступил в ВКП(б)/КПСС. В 1926—1930 годах — секретарь Верхоянского, затем Алданского окружкомов ВКП(б). В августе 1930 года был назначен заместителем Постоянного представителя, а с сентября этого же года — временно исполняющим обязанности Постоянного представителя Якутской АССР при Президиуме ВЦИК. В 1931—1933 годах Новгородов проходил обучение в Институте красной профессуры. Одновременно преподавал диалектический материализм в Московском финансово-экономическом институте (ныне Финансовый университет при Правительстве Российской Федерации) и Высшей школе профессионального движения.
В 1933—1936 годах работал в политотделах совхозов Казахстана и Свердловской области. В 1936 году был отправлен в Якутию заведующим отделом культпросветработы Якутского обкома партии. Через год был назначен директором Якутского педагогического института (ныне Северо-Восточный федеральный университет имени М. К. Аммосова).
С 1939 года А. И. Новгородов снова в Москве и в 1939—1941 годах являлся доцентом кафедры марксизма-ленинизма в Московском городском пединституте. В 1941 году защитил диссертацию на соискание ученой степени кандидата философских наук. В Москве был призван в Красную армию и стал участником Великой Отечественной войны, принимал участие в обороне Москвы, затем был политработником на фронте и преподавателем Военной академии бронетанковых и механизированных войск.
Демобилизовавшись в июне 1946 года, Афанасий Новогородов с 1946 по 1947 год работал научным сотрудником Института философии Академии наук СССР. С июня 1947 по 1949 год — заместитель директора по научной части Якутской научно-исследовательской базы и одновременно до 1948 года директор Института языка, литературы и истории Якутского филиала Сибирского отделения АН СССР (ИЯЛИ ЯФ СО АН СССР). В
1949—1950 годах работал заместителем председателя Президиума Якутского филиала АН СССР. Одновременно по 1951 год — преподаватель теории марксизма-ленинизма Якутского государственного пединститута.
С 1951 по 1953 год А. И. Новгородов учился в докторантуре при Ленинградском отделении Института истории АН СССР. В 1955 году защитил докторскую диссертацию на тему «Октябрьская социалистическая революция и гражданская война в Якутии».
В конце 1950-х — начале 1960-х годов возглавлял диссертационный совет по общественным наукам в Московском областном педагогическом институте им. Н. К. Крупской. С 1966 по 1981 год работал в должности заведующего кафедрой истории КПСС Московского государственного заочного педагогического института.
А. И. Новгородов был награждён орденом «Знак Почета» и медалями, в числе которых «За оборону Москвы» и «За победу над Германией в Великой Отечественной войне 1941—1945 гг.». Удостоен звания «Заслуженный деятель науки Якутской АССР» (1962).
Умер 19 августа 1983 года в Москве и был похоронен на Кунцевском кладбище.

## Память
- Указом Президента Республики Саха (Якутия) В. А. Штырова № 2407 от 24 ноября 2005 года Столбинской общеобразовательной школе присвоено имя доктора исторических и кандидата философских наук А. И. Новгородова.
- В 2017 году архив личной библиотеки Афанасия Новгородова в адрес культурно-информационного центра якутского постпредства в Москве передала его жена — Нина Андреевна.[8]